# Крыловка (Андрушёвский район)
Крыло́вка (укр. Крилівка) — село на Украине, основано в 1616 году, находится в Андрушёвском районе Житомирской области.
Код КОАТУУ — 1820385601. Население по переписи 2001 года составляет 962 человека. Почтовый индекс — 13435. Телефонный код — 4136. Занимает площадь 24,454 км².

## Адрес местного совета
13435, Житомирская область, Андрушёвский р-н, с.Крыловка, ул.Гагарина, 2а